# Leichtathletik-Länderkämpfe mit bundesdeutscher Beteiligung 1958
| Leichtathletik-Länderkämpfe mit bundesdeutscher Beteiligung 1958 | Leichtathletik-Länderkämpfe mit bundesdeutscher Beteiligung 1958 | Leichtathletik-Länderkämpfe mit bundesdeutscher Beteiligung 1958 | Leichtathletik-Länderkämpfe mit bundesdeutscher Beteiligung 1958 |
| ---------------------------------------------------------------- | ---------------------------------------------------------------- | ---------------------------------------------------------------- | ---------------------------------------------------------------- |
|                                                                  |                                                                  |                                                                  |                                                                  |
| 1. Länderkampf 1958, Männer: TUR – FRG                           |                                                                  |                                                                  |                                                                  |
| Istanbul 7./8. Juni 1958                                         | Istanbul 7./8. Juni 1958                                         | 1. FRG 2. TUR                                                    | 124 P 61 P                                                       |
| 2. Länderkampf 1958, Männer: GRC – FRG                           |                                                                  |                                                                  |                                                                  |
| Athen 10./11. Juni 1958                                          | Athen 10./11. Juni 1958                                          | 1. FRG 2. GRC                                                    | 110 P 82 P                                                       |
| 3. Länderkampf, 1958, Straßenlauf (Männer): SUI – FRG – AUT      |                                                                  |                                                                  |                                                                  |
| Kirchberg/Bern 22. Juni 1958                                     | Kirchberg/Bern 22. Juni 1958                                     | 1. FRG 2. AUT 3. SUI                                             | 5:08:47,0 h 5:18:42,2 h 5:28:21,4 h                              |
| 4. Länderkampf 1958, Geher (M): DNK – FRG                        |                                                                  |                                                                  |                                                                  |
| Kopenhagen 22. Juni 1958                                         | Kopenhagen 22. Juni 1958                                         | 1. FRG 2. DNK                                                    | 30 P 14 P                                                        |
| 5. Länderkampf 1958, Männer: NLD – FRG                           |                                                                  |                                                                  |                                                                  |
| Nijmwegen 27. Juli 1958                                          | Nijmwegen 27. Juli 1958                                          | 1. FRG 2. NLD                                                    | 199 P 107 P                                                      |
| 6. Länderkampf 1958, Frauen: NLD – FRG                           |                                                                  |                                                                  |                                                                  |
| Nijmwegen 27. Juli 1958                                          | Nijmwegen 27. Juli 1958                                          | 1. FRG 2. NLD                                                    | 70 P 44 P                                                        |
| 7. Länderkampf 1958, Männer: SUI – FRG                           |                                                                  |                                                                  |                                                                  |
| Basel 9./10. August 1958                                         | Basel 9./10. August 1958                                         | 1. FRG 2. SUI                                                    | 135 P 85 P                                                       |
| 8. Länderkampf 1958, Geher (M): SUI – FRG                        |                                                                  |                                                                  |                                                                  |
| Lausanne 13./14. September 1958                                  | Lausanne 13./14. September 1958                                  | 1. SUI 2. FRG                                                    | 23 P 21 P                                                        |
| 9. Länderkampf 1958, Männer: FRG – URS                           |                                                                  |                                                                  |                                                                  |
| Augsburg 20./21. September 1958                                  | Augsburg 20./21. September 1958                                  | 1. FRG 2. URS                                                    | 115 P 105 P                                                      |
| 10. Länderkampf 1958, Frauen: FRG – URS                          |                                                                  |                                                                  |                                                                  |
| München 23. September 1958                                       | München 23. September 1958                                       | 1. URS 2. FRG                                                    | 81 P 40 P                                                        |
| 11. Länderkampf 1958, Frauen: FRG – ITA                          |                                                                  |                                                                  |                                                                  |
| Schweinfurt 28. September 1958                                   | Schweinfurt 28. September 1958                                   | 1. FRG 2. ITA                                                    | 74 P 30 P                                                        |
| 12. Länderkampf 1958, Männer: FRG – HUN                          |                                                                  |                                                                  |                                                                  |
| Saarbrücken 4./5. Oktober 1958                                   | Saarbrücken 4./5. Oktober 1958                                   | 1. FRG 2. HUN                                                    | 112 P 100 P                                                      |
| 13. Länderkampf 1958, Männer: POL – FRG                          |                                                                  |                                                                  |                                                                  |
| Warschau 12./13. Oktober 1958                                    | Warschau 12./13. Oktober 1958                                    | 1. FRG 1. POL                                                    | 110 P                                                            |
| Chronik                                                          |                                                                  |                                                                  |                                                                  |
| ← Länderkämpfe 1957                                              | ← Länderkämpfe 1957                                              | Länderkämpfe 1959 →                                              | Länderkämpfe 1959 →                                              |

Im Jahr 1958 wurden dreizehn Leichtathletikländerkämpfe mit bundesdeutscher Beteiligung ausgetragen. Das waren im Vergleich zur bisher höchsten Zahl an Länderkämpfen zwei weniger, was vor allem daran lag, dass es mit den Europameisterschaften in Stockholm vom 19. bis 24. August wieder einen internationalen Jahreshöhepunkt gab. Mit sechs EM-Titeln, fünf Silber- und 21 Bronzemedaillen schnitt Deutschland dort hinter der Sowjetunion, Polen und Großbritannien als viertbeste Nation im Medaillenspiegel ab.
Aufgeführt sind hier die Länderkämpfe bundesdeutscher Leichtathleten. Die Sportler der DDR führten nach der deutschen Teilung im Jahr 1949 eigene Veranstaltungen durch.
Auch in diesem Jahr blieben den Frauen wieder nur drei Vergleiche vorbehalten, es waren genauso viele wie in den beiden vorangegangenen Jahren. Von den zehn Begegnungen der Männer wurden wie in den drei letzten Jahren zwei im Bereich Gehen und eine dritte im Bereich Straßenlauf durchgeführt. Die restlichen sieben Aufeinandertreffen der Männern fanden wie gewohnt in Form von Veranstaltungen mit einer Mischung allgemeiner leichtathletischer Disziplinen statt.

## Besonderheiten
Gleich zu Beginn der Saison begaben sich die Männer wieder auf eine kurze Länderkampfreise. Diesmal ging es nach Südeuropa, wo mit der Türkei in Istanbul und wenige Tage später mit Griechenland in Athen zwei Vergleiche ausgetragen wurden.

## Bilanz
In der Saison 1958 mussten die bundesdeutschen Männer nur eine Niederlagen hinnehmen, 1957 hatte es drei gegeben. Im Gehen unterlagen sie am 31. August / 1. September in Lausanne wie in all diesen Vergleichen zuvor auch diesmal wieder der Schweiz. Darüber hinaus gab es am 12./13. Oktober in Warschau gegen die starken Polen, gegen die Deutschlands Leichtathleten im Vorjahr verloren hatten, zum ersten Mal überhaupt in einem Länderkampf mit deutscher Beteiligung ein Unentschieden.
Die Männer hatten damit am Ende der Saison in ihren seit dem ersten Länderkampf 1921 insgesamt 145 Vergleichen 121 Siege und ein Unentschieden erzielt sowie 23 Niederlagen erlitten. Nur gegen die USA hatte Deutschland weiterhin noch keinen Erfolg vorzuweisen und war diesem Gegner beim einzigen Vergleich im Jahr 1938 unterlegen. Besonders überraschend war der Erfolg gegen die stärkste europäische Leichtathletiknation dieser Jahre, die Sowjetunion. Am 20./21. September gelang Deutschland in Augsburg einen Monat nach den Europameisterschaften ein völlig überraschender Sieg über die hoch favorisierten sowjetischen Sportler.
Die Frauen gewannen zwei ihrer drei Länderkämpfe und verloren einen. Damit hatten sie seit dem ersten Frauenländerkampf 1928 in 37 Aufeinandertreffen jetzt insgesamt 31 Siege errungen und sechs Niederlagen einstecken müssen. Verloren hatten sie je zweimal gegen England und gegen Großbritannien sowie einmal gegen das Britische Empire. In diesem Jahr kam erwartungsgemäß eine Niederlage gegen die damals weltbeste Frauenleichtathletiknation Sowjetunion hinzu. Die Begegnungen mit allen anderen Gegnerinnen beendeten die bundesdeutschen Leichtathletinnen siegreich. Eine negative Bilanz hatten sie somit nur gegen England, Großbritannien, das Britische Empire und die Sowjetunion.
In der Gesamtsumme aller Länderkämpfe mit deutscher Beteiligung hatten Deutschlands Leichtathleten von 182 Vergleichen 152 gewonnen, 29 verloren und ein Unentschieden erzielt. Vier der Niederlagen stammten dabei aus zweiten Plätzen in Begegnungen mit mehr als zwei Nationen: zwei aus den von Schweden siegreich gestalteten allgemeinen Vergleichen, eine aus dem von den Niederlanden gewonnenen Straßenlaufwettkampf in der Saison 1951 und zwei aus von der Schweiz siegreich gestalteten Straßenlauf-Vergleichen.

## Wertungsmodus
Die Regeln zur Punktevergabe in den Einzeldisziplinen wurden genauso wie in den Vorjahren in diesmal fast allen Länderkämpfen unter zwei Nationen nach dem üblichen Wertungssystem angewendet, das heißt: Platz 1: 5 P, Pl. 2: 3 P, …, Pl. 4: 1 P. In weiteren Begegnungen mussten aufgrund anderer Rahmenbedingungen – mehr als zwei Teilnehmer je Nation in der Wertung oder mehr als ein Gegnerland – andere Regeln zur Punktevergabe zur Anwendung kommen. In den Staffeln war die Standardform Platz 1: 5 P, Pl. 2: 2 P. In den verschiedenen Aufeinandertreffen wurden die Punkte aber auch in davon abweichender Form vergeben.

## Länderkampf der Männer gegen die Türkei
Der erste Länderkampf der neuen Saison 1958 wurde gegen die Türkei ausgetragen. Mit diesem Vergleich begann die kurze Länderkampfreise der bundesdeutschen Leichtathleten nach Südeuropa. Nach 1953 war es die zweite Begegnung dieser beiden Nationen. Das Treffen fand am 7./8. Juni in der türkischen Stadt Istanbul statt. Der Erfolg der bundesdeutschen Mannschaft war diesmal noch deutlicher als im ersten Aufeinandertreffen, das Endergebnis lautete 124 zu 61 Punkte.

## Länderkampf der Männer gegen Griechenland
Wenige Tage nach dem Länderkampf gegen die Türkei wurde die bundesdeutsche Länderkampfreise mit dem zweiten und letzten Vergleich dieses Unternehmens fortgesetzt. Der Gegner war Griechenland. Auch gegen die Griechen war es nach 1953 die zweite Begegnung. Sie wurde am 10./11. Juni in der griechischen Hauptstadt Athen ausgetragen. Die Bundesrepublik Deutschland erzielte mit 110 zu 82 Punkten den zweiten Sieg über diesen Gegner.

## Straßenlauf-Länderkampf der Männer gegen die Schweiz und Österreich
Zum nun schon sechsten Vergleich im Straßenlauf mit der Schweiz und Österreich kam es am 22. Juni in der Schweizer Stadt Kirchberg/Bern. Es war der dritte Länderkampf der Saison 1958. Die Begegnung wurde wieder mit einem Rennen über dreißig Kilometer ausgetragen. In die Wertung kamen die jeweils drei besten Läufer von vier Startern je Nation. Das Resultat ergab sich durch Addition der durch die gewerteten Athleten erzielten Zeiten. Wie im Vorjahr gewann die Bundesrepublik Deutschland mit einem Vorsprung von knapp zehn Minuten vor Österreich. Weitere knapp zehn Minuten dahinter belegte die im letzten Jahr zweitplatzierte Schweiz den dritten Rang. Es war der vierte deutsche Erfolg in diesen Aufeinandertreffen, zwei Mal hatte jeweils die Schweiz vor Deutschland gewonnen.

## Geher-Länderkampf der Männer gegen Dänemark
Der vierte Vergleich des Jahres bestand in einem Vergleich der Geher mit Dänemark, der am 22. Juni in der dänischen Hauptstadt Kopenhagen ausgetragen wurde. Diese Begegnung fand seit 1953 alljährlich an verschiedenen Orten statt und immer hatte Deutschland die Oberhand behalten. Auf dem Programm standen wieder zwei Wettbewerbe, einer über 20 und einer über 50 Kilometer. Diesmal war das Ergebnis wieder deutlicher als im Vorjahr, die Bundesrepublik Deutschland siegte mit dreißig zu vierzehn Punkten.

## Länderkampf der Männer gegen die Niederlande
Der fünfte Vergleich der Saison fand am 27. Juli statt. In Nijmwegen gab es die sechste Begegnung der Männer mit den Niederlanden in einem Wettkampf mit dem allgemeinen leichtathletischen Programm. Alle vier vorangegangenen Begegnungen hatte Deutschland gewonnen. Außerdem hatte es 1951 einen Straßenlauf gegeben, in dem sich die Niederländer durchgesetzt hatten. Wie schon in den Treffen zuvor wurde die Begegnung mit jeweils drei Athleten pro Disziplin und Land durchgeführt. In der Endabrechnung lag dir Bundesrepublik mit 199 zu 107 Punkten klar vorn. Gemeinsam mit den Männern trugen auch die Frauen einen Länderkampf mit den Niederlanden aus.

## Länderkampf der Frauen gegen die Niederlande
Der sechste Vergleich war ein Länderkampf der Frauen gegen die Niederlande, der am 27. Juli in Nijmwegen gemeinsam mit den Männern ausgetragen wurde. Die Wertungen erfolgten allerdings getrennt. Auch die bundesdeutschen Leichtathletinnen setzten sich in ihrem neunten Treffen mit diesem Gegner zum neunten Mal klar durch und gewannen mit siebzig zu 44 Punkten.

## Länderkampf der Männer gegen die Schweiz
Der siebte Vergleich fand am 9./10. August gut eine Woche vor den Europameisterschaften gegen die Schweiz in Basel statt. In fast all diesen traditionellen alljährlichen Treffen der beiden Nationen hatte Deutschland gesiegt, nur 1955 hatten die Schweizer Sportler vorne gelegen, als die Bundesrepublik Deutschland gleichzeitig noch zwei weitere Vergleiche mit den Niederlanden und mit Dänemark durchgeführt und damit drei verschiedene Teams zu stellen hatte. Diesmal entschieden die bundesdeutschen Athleten die Begegnung mit 135 zu 85 Punkten für sich.

## Geher-Länderkampf der Männer gegen die Schweiz
Den achten Vergleich der Saison 1958 bestritten die Männer wieder gegen die Schweiz, diesmal allerdings als Geher-Wettkampf. Gastgeber am 13./14. September war die Schweizer Stadt Lausanne. Es war die vierte Geher-Begegnung zwischen den beiden Ländern. Auch in diesem Jahr trugen die Schweizer Athleten den Sieg davon, allerdings fiel er mit 23 zu 21 Punkten immer knapper aus.

## Länderkampf der Männer gegen die Sowjetunion
Der neunte Vergleich war ein ganz besonderer Wettkampf. Zum ersten Mal traten die deutschen Männer gegen die Sowjetunion an, die stärkste Leichtathletiknation Europas der damaligen Zeit. Das Aufeinandertreffen fand am 20./21. September in Augsburg statt und endete mit einer großen Überraschung. Die bundesdeutschen Leichtathleten zeigten sehr gute Leistungen, vor allem der Langstreckenläufer Ludwig Müller gewann seine beiden Rennen und blieb als „Held von Augsburg“ in Erinnerung. Am Ende entschied die Bundesrepublik die Begegnung gegen die klar favorisierte UdSSR mit 115 zu 105 Punkten für sich.

## Länderkampf der Frauen gegen die Sowjetunion
Im zehnten Vergleich des Jahres trafen auch die bundesdeutschen Frauen einen Tag nach dem Länderkampf der Männer in Augsburg zum ersten Mal auf die Sowjetunion. Am 23. September wurde ihre Begegnung in München ausgetragen. Die sowjetischen Leichtathletinnen waren als die damals weltbeste Leichtathletiknation ein noch stärkerer Kontrahent als ihre männlichen Landsleute. So blieb die Bundesrepublik Deutschland in diesem Aufeinandertreffen chancenlos und verlor klar mit vierzig zu 81 Punkten.

## Länderkampf der Frauen gegen Italien
Auch den elften Vergleich des Jahres bestritten die bundesdeutschen Frauen. Zum jetzt siebten Mal traten sie gegen Italien an. Ausgetragen wurde die Begegnung am 28. September in Schweinfurt. Auch dieses siebte Duell mit den Italienerinnen entschied die Bundesrepublik für sich, diesmal sehr deutlich mit 74 zu dreißig Punkten.

## Länderkampf der Männer gegen Ungarn
Im zwölften Vergleich trafen die deutschen Männer zum fünften Mal auf Ungarn. Austragungsort am 4./5. Oktober war Saarbrücken. Ungarn erwies sich als starker Gegner, dennoch konnten sich die bundesdeutschen Leichtathleten durchsetzen und gewannen mit 112 zu einhundert Punkten.

## Länderkampf der Männer gegen Polen
Auch im dreizehnten und letzten Länderkampf des Jahres traten die deutschen Männer mit Polen wieder gegen einen starken Gegner an. Am 12./13. Oktober wurde dieser vierte Vergleich der beiden Länder in der polnischen Hauptstadt Warschau ausgetragen. Zwei Mal hatte Deutschland gewonnen, einmal Polen. Die Ergebnisse waren immer sehr knapp gewesen, im vergangenen Jahr hatte Polen mit einem Punkt Vorsprung den Sieg davongetragen. In diesem Jahr war das Resultat noch enger. Mit zu 110 zu 110 Punkten gab es zum ersten Mal ein Unentschieden in einem Länderkampf mit deutscher Beteiligung.